# Ideális térelemek

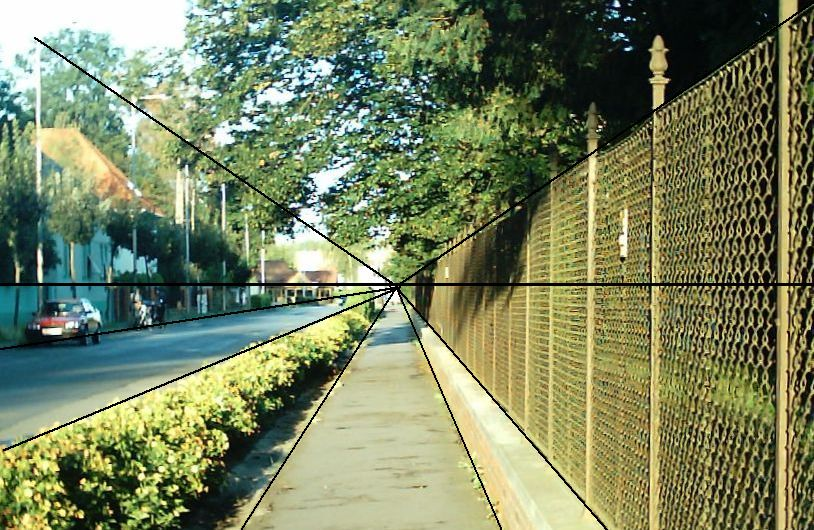
Egy pontba összefutó egyenesek

Az ideális térelemek – pont, egyenes, sík – fogalma a projektív geometria fontos absztrakciója. Ez utóbbi a térbeli alakzatok síkban való ábrázolása során felmerülő problémák tisztázásának egyik fontos terméke.
Nem sokkal a perspektíva törvényeinek felfedezése után született meg az ideális pont fogalma. Nem is egy, hanem két forrást is ismerünk. Az egyik a csillagász Johannes Kepler (1571–1630), aki a parabola „másik” fókuszáról mondja, hogy végtelen távolságban van (szemben az ellipszis és a hiperbola „végesben” fekvő fókuszaival). A másik a francia építész Gérard Desargues (1591–1661), aki a párhuzamosok végtelen távoli „közös végéről” ír.
A helyesen szerkesztett tájképen (fotón) a párhuzamos egyenesek képe egy pontba fut össze (enyészpont, angolul: vanishing point). Ez a képpont nem feleltethető meg az ábrázolt térbeli egyenesek egyik pontjának sem. A vetítés (leképezés) matematikai elemzése egységessé tehető, ha párhuzamosok pontjaihoz egy, a valóságban nem létező, ideális pontot csatolunk.
Az egy síkban fekvő egyenesek ideális pontjai alkotják a sík ideális egyenesét. A párhuzamos síkok ideális egyenesei közösek. A tájképen a vízszintes síkok ideális egyeneseinek képe a horizont.
A tér különböző állású síkjainak ideális egyenesei alkotják a tér (egyetlen) ideális síkját.
Megjegyzés: az ideális térelemeket szokták végtelen távoli pontoknak, egyeneseknek, síknak is nevezni.